# TT100

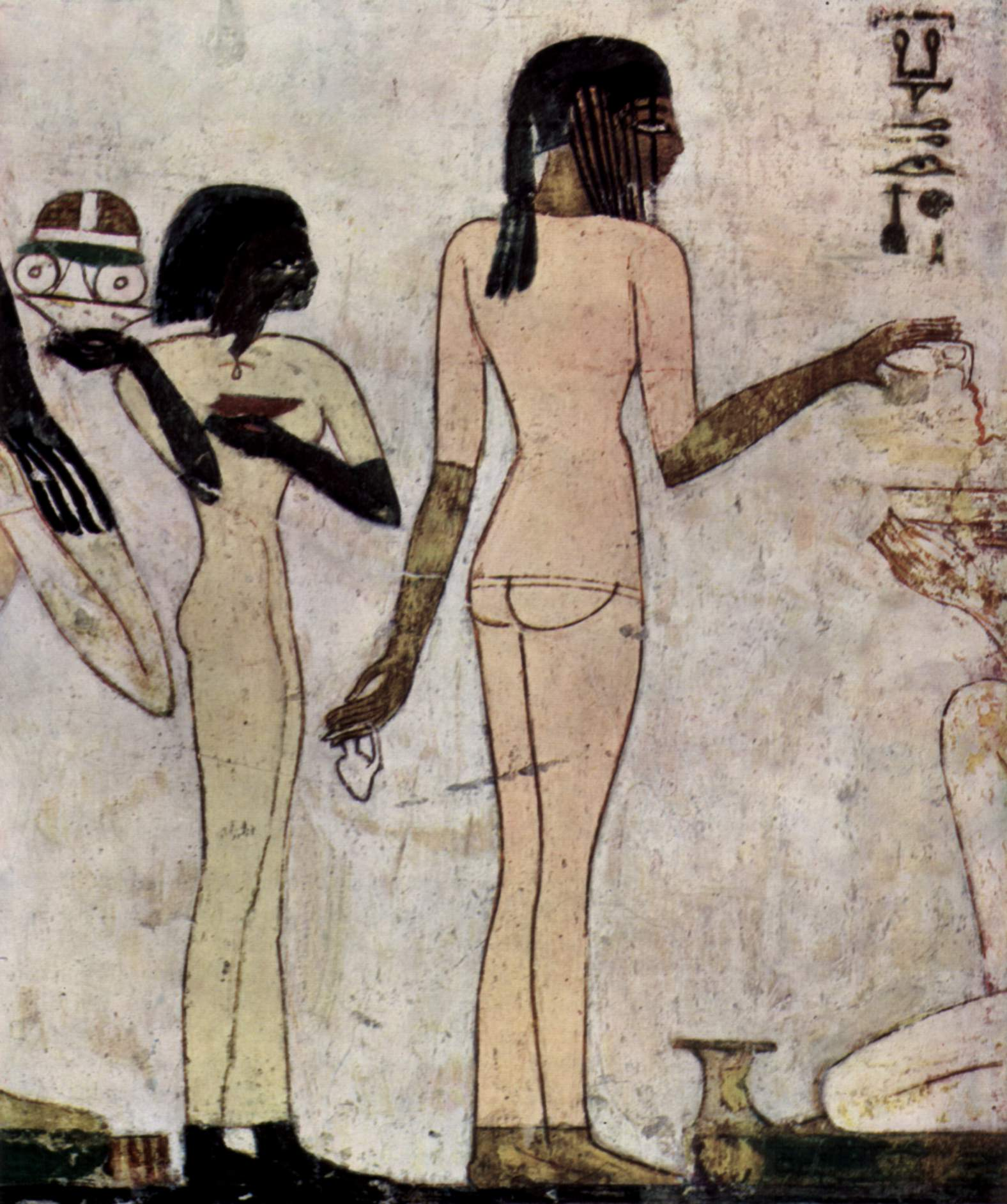
Сцена банкета (фрагмент)

TT100 (англ. Theban Tomb № 100) — гробница визиря Рехмира, жившего при Тутмосе III и Аменхотепе II. Расположена на западе Фив, в Шейх Абд эль-Курна. Примечательна изображениями нубийцев, ливийцев, сирийцев, эгейцев, а также автобиографичным текстом «Наставление визиря».

## Обнаружение
Была известна веками; первые наброски рисунков сделал в 1832 году Роберт Хэй, а после следующего изучения в 1889 году вход закрыли дверью.

## Описание
Гробница Т-образной формы с открытым 20-метровым двором-колодцем расположена с южной стороны Шейх Абд эль-Курна, что не было частью некрополя во время строительства. Углублена в скалу на 25 метров. Роспись хорошо сохранилась и даёт представления о надзирателях, ремесленниках и рудокопах, а также об искусстве этого периода.
Важнейшими сценами на стенах считаются ритуал отверзения уст, принесение дани из Верхнего Египта и соседних стран (Пунта, Кефтиу, Ретену и Нубии). Примечателен этнографический реализм — способ изображения отдельных народов. Здесь впервые обозначена внешность минойцев и микенцев. Пунтийцы привезли гепарда, страусиные перья и яйца, дерево; эйгейцы несут прекрасные металлические вазы; нубийцы — золото, слоновую кость, эбеновое дерево, страусиные яйца и перья, шкуры животных, живых леопарда, бабуина, обезьяну, взобравшуюся на шею жирафа; сирийцы прибыли с лошадьми, колесницами, медведем и слоном.
Другие рисунки передают праздничный банкет или строительные работы с надзирателями и мастеровыми.

Сцены подношений
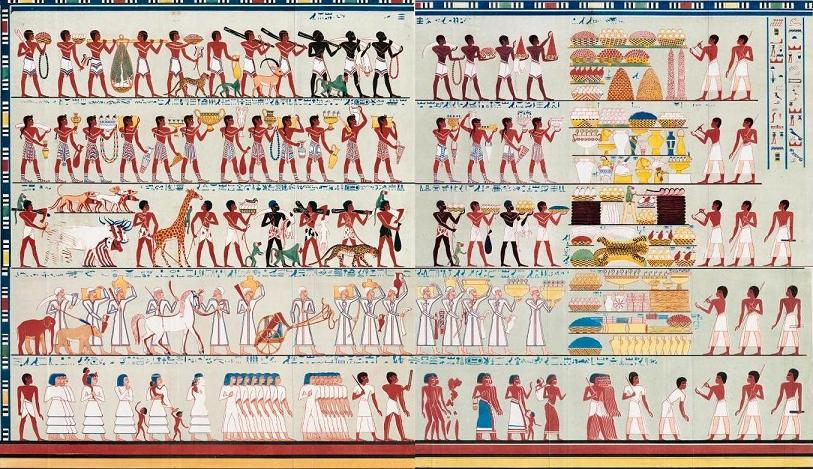
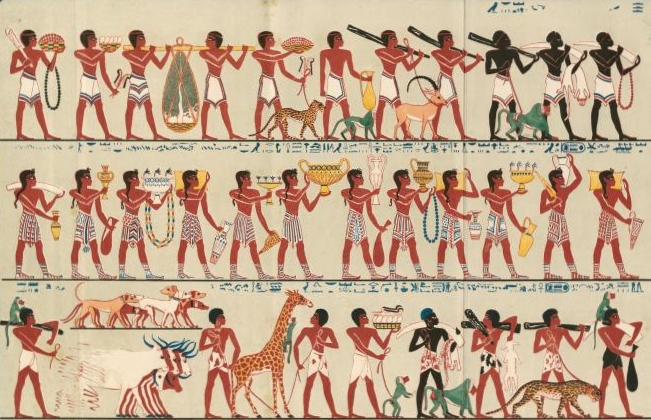
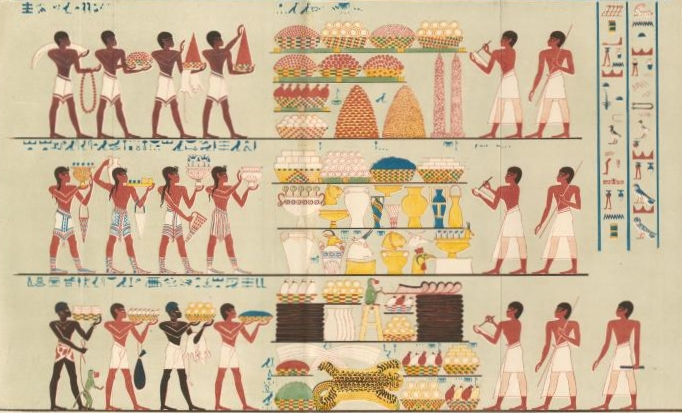
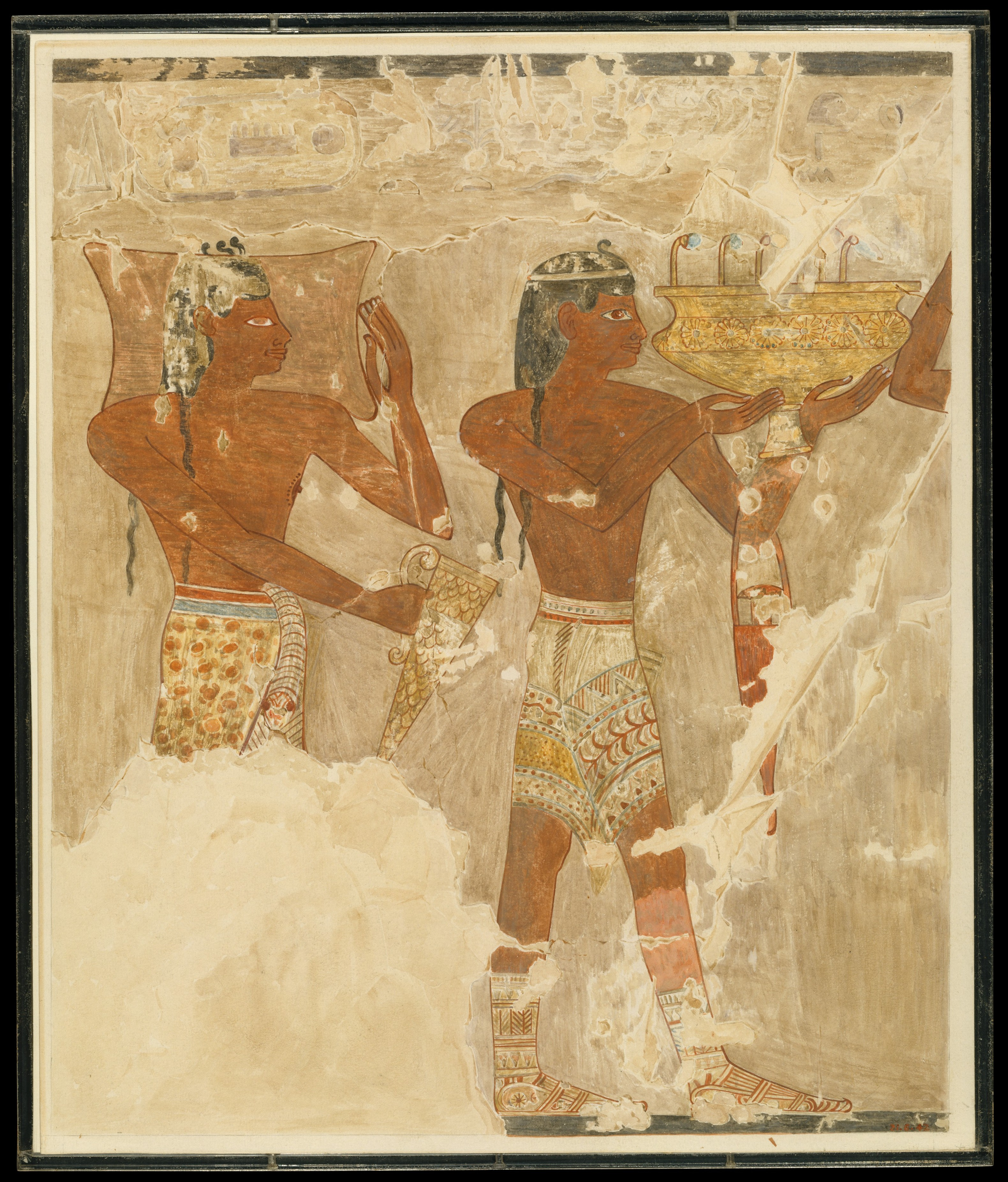
Факсимильная копия Нины де Гарис Девис изображения эгейцев.

Один из важнейших древнеегипетских административных текстов, так называемые «Наставление визиря» о рабочих буднях чати, известен и из других гробниц, но здесь сохранился лучшим образом.
Захороненных в гробнице нет, они не были найдены. Возможно, называемая гробницей TT100 является святилищем или неоконченной частью гробницы Рехмира, который не был там захоронен, но может покоиться где-то в Долине царей.